# پتروس وولگاریس
پتروس وولگاریس (یونانی: Πέτρος Βούλγαρης؛ ۱۳ سپتامبر ۱۸۸۴ – ۲۶ نوامبر ۱۹۵۷) یک سیاست‌مدار و نظامی اهل یونان بود.